# Sophonia zhangi
Sophonia zhangi är en insektsart som beskrevs av Li och Chen 1999. Sophonia zhangi ingår i släktet Sophonia och familjen dvärgstritar. Inga underarter finns listade i Catalogue of Life.